# Hejninge Sogn
Hejninge Sogn 
ist eine Kirchspielsgemeinde (dän.: Sogn)
auf der Insel Sjælland im südlichen Dänemark.
Bis 1970 gehörte sie zur Harde Slagelse Herred im damaligen Sorø Amt, danach zur Slagelse Kommune im Vestsjællands Amt, die im Zuge der  Kommunalreform zum 1. Januar 2007 in der „neuen“ Slagelse Kommune in der Region Sjælland aufgegangen ist.
Im Kirchspiel leben 166 Einwohner (Stand: 1. Januar 2023).
Im Kirchspiel liegt die Kirche „Hejninge Kirke“.
Nachbargemeinden sind im Norden und Osten Sankt Peders Sogn, im Südwesten Vemmelev Sogn und im Nordwesten Kirke Stillinge Sogn.